# Котяш, Гавриил Иванович
Гавриил Иванович Котяш (1904 — 1999) — железнодорожник, Герой Социалистического Труда (1959).

## Биография

Могила Котяша на Восточном кладбище Минска.

Гавриил Котяш родился 7 апреля 1904 года в Могилёве. Окончил приходскую школу и реальное училище. С 1919 года работал на железной дороге. Окончил Институт железнодорожного транспорта. Прошёл путь от обычного телеграфиста дистанции связи до начальника службы движения Западной железной дороги. Во время Великой Отечественной войны работал в Главном управлении движения. С 1944 года руководил Западной, с сентября 1951 года — Минской, а с мая 1953 года — Белорусской железными дорогами.
За годы руководства Белорусской железной дорогой Котяшем было претворено в жизнь большое количество усовершенствований её работы, был полностью завершён капитальный и средний ремонт путей, внедрены передовые устройства управления движением поездов, строились подъездные пути к крупнейшим белорусским промышленным предприятиям. Кроме того, под руководством Котяша в 1955 году была построена Минская детская железная дорога. Избирался депутатом Верховного Совета СССР 2-го, 4-го и 5-го созывов, членом ЦК КП БССР, депутатом Верховного Совета Белорусской ССР и Минского горсовета, делегатом двух съездов КП БССР.
Указом Президиума Верховного Совета СССР от 1 августа 1959 года за «выдающиеся успехи, достигнутые в деле развития железнодорожного транспорта» Гавриил Котяш был удостоен высокого звания Героя Социалистического Труда с вручением ордена Ленина и медали «Серп и Молот».
В 1969 году Котяш вышел на пенсию, однако продолжал работать в железнодорожной сфере. Проживал в Минске. Скончался 14 ноября 1999 года, похоронен на Восточном кладбище Минска.
Почётный железнодорожник. Был награждён тремя орденами Ленина, орденом Красного Знамени, двумя орденами Трудового Красного Знамени, двумя орденами «Знак Почёта», рядом медалей.
Имя Котяша присвоено пассажирскому тепловозу ТЭП70-0428 приписки депо Орша.